# لحميدات (فرجان سيدي حمادي)
لحميدات هو دُوَّار يقع بجماعة لمزوضية، إقليم شيشاوة، جهة مراكش آسفي في المملكة المغربية. ينتمي الدوّار لمشيخة فرجان سيدي حمادي التي تضم 18 دوار. يقدر عدد سكانه بـ 827 نسمة حسب الإحصاء الرسمي للسكان والسكنى لسنة 2004.

## روابط خارجية
- البوابة الوطنية للجماعات الترابية نسخة محفوظة 12 مارس 2018 على موقع واي باك مشين.
- المندوبية السامية للتخطيط